# Puče
Puče – wieś w Słowenii, w gminie miejskiej Koper. 1 stycznia 2018 liczyła 271 mieszkańców.